# Lista de recordes brasileiros do atletismo
Estes são os recordes no atletismo do Brasil mantido pela federação brasileira de atletismo, Confederação Brasileira de Atletismo (CBAt).
Legenda
      Aguardando ratificação
      Recorde não registrado pela CBAt
      Não ratificado ou posteriormente rescindido pelo CBAt

## Outdoor

### Masculino
| 100 m                                     | 9s96 (+1,0 m/s) | Felipe Bardi | 9 de setembro de 2023   | Troféu Bandeirantes                            | São Bernardo do Campo, Brasil | [ 1 ]               |                |                     |           |
| 100 m                                     | 9s93 (+1,5 m/s) | Erik Cardoso | 31 de julho de 2025     | Troféu Brasil de Atletismo                     | São Paulo, Brasil             | [ 2 ]               |                |                     |           |
| 150 m (reta)                              | 14s91 (+1,4 m/s) | Bruno Lins | 31 de março de 2013     | Mano a Mano Challenge                          | Rio de Janeiro, Brasil        | [ 3 ]               |                |                     |           |
| 200 m                                     | 19s89 (-0,8 m/s) | Claudinei Quirino | 11 de setembro de 1999  |                                                | Munique, Alemanha             | [ 1 ]               |                |                     |           |
| 300 m                                     | 32s05 | Robson Caetano | 17 de setembro de 1991  |                                                | Jerez de la Frontera, Espanha | [ 4 ]               |                |                     |           |
| 400 m                                     | 44s29 | Sanderlei Parrela | 26 de agosto de 1999    | Campeonato Mundial de Atletismo                | Sevilha, Espanha              | [ 1 ]               |                |                     |           |
| 800 m                                     | 1min41s77 | Joaquim Cruz | 26 de agosto de 1984    |                                                | Colônia, Alemanha             | [ 1 ]               |                |                     |           |
| 1000 m                                    | 2min14s09 | Joaquim Cruz | 20 de agosto de 1984    |                                                | Nice, França                  | [ 1 ]               |                |                     |           |
| 1500 m                                    | 3min33s25 | Hudson de Souza | 28 de agosto de 2005    | IAAF Grand Prix                                | Rieti, Itália                 | [ 1 ]               |                |                     |           |
| Milha                                     | 3min51s05 | Hudson de Souza | 29 de julho de 2005     | Bislett Games                                  | Oslo, Noruega                 | [ 1 ]               |                |                     |           |
| 2000 m                                    | 5min03s34 | Hudson de Souza | 6 de abril de 2002      |                                                | Manaus, Brasil                | [ 1 ]               |                |                     |           |
| 3000 m                                    | 7min39s70 | Hudson de Souza | 2 de julho de 2002      | Athletissima                                   | Lausanne, Suíça               | [ 1 ]               |                |                     |           |
| 5000 m                                    | 13min19s43 | Marílson dos Santos | 8 de junho de 2006      |                                                | Kassel, Alemanha              | [ 1 ]               |                |                     |           |
| 5 km (estrada)                            | 13min30s | Valdenor dos Santos | 2 de abril de 1995      | Carlsbad 5000                                  | Carlsbad, Estados Unidos      | [ 1 ]               |                |                     |           |
| 5 km (estrada)                            | 13min22s + | Marílson dos Santos | 14 de outubro de 2007   | Campeonato Mundial de Estrada                  | Udine, Itália                 |                     |                |                     |           |
| 10.000 m                                  | 27min28s12 | Marílson dos Santos | 2 de junho de 2007      |                                                | Neerpelt, Bélgica             | [ 1 ]               |                |                     |           |
| 10 km (estrada)                           | 27min48s + | Marílson dos Santos | 14 de outubro de 2007   | Campeonato Mundial de Estrada                  | Udine, Itália                 | [ 5 ]               |                |                     |           |
| 15 km (estrada)                           | 42min15 + | Marílson dos Santos | 14 de outubro de 2007   | Campeonato Mundial de Estrada                  | Udine, Itália                 | [ 1 ] [ 5 ]         |                |                     |           |
| 20.000 m (pista)                          | 1h02min17s8 | Elói Schleder | 27 de novembro 1976     |                                                | São Paulo, Brasil             | [ 1 ]               |                |                     |           |
| 20 km (estrada)                           | 56min32 + | Marílson dos Santos | 14 de outubro de 2007   | Campeonato Mundial de Estrada                  | Udine, Itália                 | [ 1 ] [ 5 ]         |                |                     |           |
| Uma hora                                  | 19.263,20 m | Elói Schleder | 27 de novembro 1976     |                                                | São Paulo, Brasil             | [ 1 ]               |                |                     |           |
| Meia-maratona                             | 59min33 | Marílson dos Santos | 14 de outubro de 2007   | Campeonato Mundial de Estrada                  | Udine, Itália                 | [ 1 ]               |                |                     |           |
| 25.000 m (pista)                          | 1h23min38s0 + | Silvano Lima Pinto | 27 de abril de 2012     |                                                | São Paulo, Brasil             | [ 1 ]               |                |                     |           |
| 25 km (estrada)                           | 1h14min17s + | Marílson dos Santos | 17 de abril de 2011     | Maratona de Londres                            | Londres, Reino Unido          | [ 1 ]               |                |                     |           |
| 30.000 m (pista)                          | 1h38min47s0 | Silvano Lima Pinto | 22 de março de 1980     |                                                | São Paulo, Brasil             | [ 1 ]               |                |                     |           |
| 30 km (estrada)                           | 1h29min21s + | Marílson dos Santos | 17 de abril de 2011     | Maratona de Londres                            | Londres, Reino Unido          | [ 1 ]               |                |                     |           |
| Maratona                                  | 2h04min51s | Daniel Nascimento | 16 de abril de 2022     | Maratona de Seul                               | Seul, Coreia do Sul           | [ 1 ] [ 6 ]         |                |                     |           |
| 100 km (estrada)                          | 6h18min09s # | Valmir Nunes | 16 de setembro de 1995  |                                                | Winschoten, Países Baixos     | [ 1 ]               |                |                     |           |
| 110 m com barreiras                       | 13s18 (+0,8 m/s) | Gabriel Constantino | 9 de julho de 2019      | Memorial Gyulai Istaván                        | Székesfehérvár, Hungria       | [ 1 ] [ 7 ]         |                |                     |           |
| 200 m com barreiras (reta)                | 22s12 (-0,6 m/s) | Alison dos Santos | 23 de maio de 2021      | Adidas Boost Boston Games                      | Boston, Estados Unidos        | [ 8 ]               |                |                     |           |
| 300 m com barreiras                       | 33s38 | Alison dos Santos | 12 de junho de 2025     | Oslo Bislett Games                             | Oslo, Noruega                 | [ 9 ]               |                |                     |           |
| 400 m com barreiras                       | 46s29 | Alison dos Santos | 19 de julho de 2022     | Campeonato Mundial de Atletismo                | Eugene, Estados Unidos        | [ 1 ] [ 9 ]         |                |                     |           |
| 2000 m com obstáculos                     | 5min24s36 + | Wander Moura | 22 de março de 1995     | Jogos Pan-Americanos                           | Mar del Plata, Argentina      | [ 1 ]               |                |                     |           |
| 3000 m com obstáculos                     | 8min14s41 | Wander Moura | 22 de março de 1995     | Jogos Pan-Americanos                           | Mar del Plata, Argentina      | [ 1 ]               |                |                     |           |
| Salto em altura                           | 2,32 m | Jessé de Lima | 2 de setembro de 2008   | Athletissima                                   | Lausanne, Suíça               | [ 1 ]               |                |                     |           |
| Salto com vara                            | 6,03 m | Thiago Braz | 15 de agosto de 2016    | Jogos Olímpicos                                | Rio de Janeiro, Brasil        | [ 1 ]               |                |                     |           |
| Salto em distância                        | 8,40 m (+1,4 m/s) | Douglas de Souza | 15 de fevereiro de 1995 |                                                | São Paulo, Brasil             | [ 1 ]               |                |                     |           |
| Salto triplo                              | 17,90 m (+0,4 m/s) | Jadel Gregório | 20 de maio de 2007      |                                                | Belém, Brasil                 | [ 1 ]               |                |                     |           |
| Arremesso de peso                         | 22,61 m | Darlan Romani | 30 de junho de 2019     | IAAF Diamond League                            | Palo Alto, Estados Unidos     | [ 10 ] [ 1 ]        |                |                     |           |
| Lançamento de disco                       | 65,55 m | Ronald Julião | 25 de abril de 2013     | UCSD Triton Invitational                       | La Jolla, Estados Unidos      | [ 11 ] [ 1 ]        |                |                     |           |
| Lançamento de martelo                     | 78,63 m | Wagner Domingos | 19 de junho de 2016     | Campeonato Esloveno                            | Celje, Eslovênia              | [ 12 ]              |                |                     |           |
| Lançamento de dardo                       | 86,62 m | Luiz Maurício da Silva | 20 de junho de 2025     | Meeting de Paris                               | Paris, Brasil                 | [ 1 ]               |                |                     |           |
| Lançamento de dardo                       | 91,00 m | Luiz Maurício da Silva | 3 de agosto de 2025     | Troféu Brasil de Atletismo                     | São Paulo, Brasil             | [ 13 ]              |                |                     |           |
| Decatlo                                   | 8393 pts | Carlos Chinin | 7–8 de junho de 2013    | Troféu Brasil de Atletismo                     | São Paulo, Brasil             | [ 14 ] [ 1 ]        |                |                     |           |
| Decatlo                                   | \| 100 m \| Salto em distância \| Arremesso de peso \| Salto em altura \| 400 m \| 110 m com barreiras \| Lançamento de disco \| Salto com vara \| Lançamento de dardo \| 1500 m \| \| ---------------- \| ------------------ \| ----------------- \| --------------- \| ----- \| ------------------- \| ------------------- \| -------------- \| ------------------- \| --------- \| \| 10s85 (+0,5 m/s) \| 7,55 m (+0,9 m/s) \| 15,28 m \| 2,04 m \| 48s18 \| 14s08 (+1,0 m/s) \| 42,46 m \| 4,90 m \| 59,58 m \| 4min34s77 \| | |                         |                                                |                               | [ 14 ] [ 1 ]        |                |                     |           |
| 10 km marcha (estrada)                    | 39min51s + | Caio Bonfim | 13 de agosto de 2017    | Campeonato Mundial de Atletismo                | Londres, Reino Unido          | [ 15 ]              |                |                     |           |
| 20.000 m marcha (pista)                   | 1h19min52s1 | Caio Bonfim | 27 de junho de 2024     | Troféu Brasil de Atletismo                     | São Paulo, Brasil             | [ 1 ] [ 16 ]        |                |                     |           |
| 20.000 m marcha (pista)                   | 1h18min37s9 | Caio Bonfim | 31 de julho de 2025     | Troféu Brasil de Atletismo                     | São Paulo, Brasil             | [ 17 ] [ 18 ]       |                |                     |           |
| 20 km marcha (estrada)                    | 1h17min37s | Caio Bonfim | 3 de março de 2024      | Campeonato Japonês de Marcha Atlética de 20 km | Kobe, Japão                   | [ 1 ] [ 19 ]        |                |                     |           |
| 30 km marcha (estrada)                    | 2h16min38s + | Caio Bonfim | 19 de agosto de 2016    | Jogos Olímpicos                                | Rio de Janeiro, Brasil        | [ 20 ]              |                |                     |           |
| 35 km marcha (estrada)                    | 2h25min14s | Caio Bonfim | 24 de julho de 2022     | Campeonato Mundial de Atletismo                | Eugene, Estados Unidos        | [ 1 ] [ 21 ]        |                |                     |           |
| 50.000 m marcha (pista)                   | 4h43min18s | Claudio Fernandes Santos | 6 de setembro de 1987   |                                                | São Paulo, Brasil             | [ 1 ]               |                |                     |           |
| 50 km marcha (estrada)                    | 3h47min02 | Caio Bonfim | 19 de agosto de 2016    | Jogos Olímpicos                                | Rio de Janeiro, Brasil        | [ 20 ] [ 1 ]        |                |                     |           |
| Revezamento 4 x 100 m                     | 37s72 | Brasil · Rodrigo do Nascimento · Vitor Hugo dos Santos · Derick Silva · Paulo André Camilo | 5 de outubro de 2019    | Campeonato Mundial                             | Doha, Catar                   | [ 22 ] [ 1 ]        |                |                     |           |
| Revezamento 4 x 200 m                     | 1min25s82 | Orcampi Unimed Rodrigo de Souza Patativa Rodrigo Bargas Thiago Nascimento Evangelista Delcio dos Santos Fraga                                                                                    | 27 de abril de 2012     |                                                | São Paulo, Brasil             | [ 1 ]               |                |                     |           |
| Revezamento 4 x 400 m                     | 2min58s56 | Brasil · Eronilde Araújo · Anderson Jorge dos Santos · Claudinei Quirino · Sanderlei Parrela | 30 de julho de 1999     | Jogos Pan-Americanos                           | Winnipeg, Canadá              | [ 1 ]               |                |                     |           |
| Revezamento 4 x 800 m                     | 7min47s3 | Esporte Clube Pinheiros Carlos De José Otto Neumann Pedro Prado José Azevedo | 21 de abril de 1965     |                                                | São Paulo, Brasil             | [ 1 ]               |                |                     |           |
| Revezamento 4 x 1500 m                    | 15min57s0 | Brasil · Dario Santos · Antonio Limeira · Jaciel Silva · Antonio Venceslau | 3 de março de 1996      |                                                | São Paulo, Brasil             | [ 1 ]               |                |                     |           |
| Revezamento de Maratona (estrada, Ekiden) | 2h01min24s # | Brasil · Wander Moura (14min49s) · Vanderlei Cordeiro de Lima (29min10s) · Edgar de Oliveira (14min26s) · Delmir dos Santos (28min31s) · Tomix da Costa (14min26s) · Ronaldo da Costa (21min02s) | 14 de abril de 1996     | Campeonato Mundial de Revezamento de Maratona  | Copenhaga, Dinamarca          |                     |                |                     |           |
| 100 m                                     | Salto em distância | Arremesso de peso | Salto em altura         | 400 m                                          | 110 m com barreiras           | Lançamento de disco | Salto com vara | Lançamento de dardo | 1500 m    |
| 10s85 (+0,5 m/s)                          | 7,55 m (+0,9 m/s) | 15,28 m | 2,04 m                  | 48s18                                          | 14s08 (+1,0 m/s)              | 42,46 m             | 4,90 m         | 59,58 m             | 4min34s77 |

### Feminino
| Evento                                    | Recorde | Atleta | Data                    | Competição                                    | Local                         | Ref.          |
| ----------------------------------------- | --- | --- | ----------------------- | --------------------------------------------- | ----------------------------- | ------------- |
| 100 m                                     | 10s91 (-0,2 m/s) | Rosângela Santos | 6 de agosto de 2017     | Campeonato Mundial                            | Londres, Reino Unido          | [ 23 ]        |
| 150 m (curva)                             | 17s50 (+2,0 m/s) | Ana Cláudia Lemos | 31 de agosto de 2013    | Amsterdam Open & Flame Games                  | Amsterdam, Holanda            | [ 24 ]        |
| 150 m (reta)                              | 16s75 | Franciela Krasucki | 31 de março de 2013     | Mano a Mano Challenge                         | Rio de Janeiro, Brasil        | [ 3 ]         |
| 200 m                                     | 22s47 (+1,4 m/s) | Vitória Rosa | 19 de julho de 2022     | Campeonato Mundial do Oregon                  | Eugene, Estados Unidos        | [ 25 ] [ 26 ] |
| 300 m                                     | 36s90 | Magnólia Figueiredo | 21 de julho de 1996     |                                               | Marietta, Estados Unidos      | [ 27 ]        |
| 400 m                                     | 50s62 | Magnólia Figueiredo | 21 de agosto de 1990    |                                               | Rovereto, Itália              | [ 25 ]        |
| 800 m                                     | 1min58s27 | Luciana Mendes | 30 de julho de 1994     |                                               | Hechtel-Eksel, Bélgica        | [ 25 ]        |
| 1000 m                                    | 2min36s30 | Luciana Mendes | 25 de agosto de 1995    | Memorial Van Damme                            | Bruxelas, Bélgica             | [ 25 ]        |
| 1500 m                                    | 4min07s30 | Juliana dos Santos | 5 de junho de 2010      | Campeonato Ibero-americano                    | San Fernando, Espanha         | [ 25 ] [ 28 ] |
| Milha                                     | 4min30s05 | Soraya Telles | 9 de junho de 1988      |                                               | Bratislava, Tchecoslováquia   | [ 25 ]        |
| Milha (estrada)                           | 4min46s61 | July Ferreira da Silva | 26 de maio de 2025      | Costanera de Asunción                         | Assunção, Paraguai            | [ 29 ] [ 30 ] |
| 3000 m                                    | 9min02s37 | Delirde Bernardi | 4 de julho de 1994      |                                               | Linz, Áustria                 | [ 25 ]        |
| 5000 m                                    | 15min22s01 | Carmem de Oliveira | 20 de maio de 2011      | Hechtel Night of Athletics                    | Hechtel-Eksel, Bélgica        | [ 25 ] [ 31 ] |
| 5000 m                                    | 15min18s85 | Simone Alves da Silva | 20 de maio de 2011      | Desafio Internacional Olímpico                | São Paulo, Brasil             | [ 32 ] [ 33 ] |
| 5 km (estrada)                            | 15min39s | Carmem de Oliveira | 6 de junho de 1992      | Freihofer's Run for Women                     | Albany, Estados Unidos        | [ 29 ] [ 31 ] |
| 10 000 m                                  | 31min47s76 | Carmem de Oliveira | 21 de agosto de 1993    | Campeonato Mundial                            | Stuttgart, Alemanha           | [ 1 ] [ 31 ]  |
| 10 000 m                                  | 31min16s56 | Simone Alves da Silva | 3 de agosto de 2011     | Troféu Brasil de Atletismo                    | São Paulo, Brasil             | [ 33 ] [ 34 ] |
| 10 km (estrada)                           | 32min03s | Carmem de Oliveira | 4 de junho de 1994      |                                               | Nova Iorque, Estados Unidos   | [ 29 ] [ 31 ] |
| 15 km (estrada)                           | 48min38s | Carmem de Oliveira | 26 de fevereiro de 1994 | Gasparilla Distance Classic Run               | Tampa, Estados Unidos         | [ 29 ] [ 31 ] |
| 10 milhas (estrada)                       | 52min32s | Roseli Machado | 20 de abril de 1995     |                                               | Nova York, Estados Unidos     | [ 29 ] [ 35 ] |
| Meia-maratona                             | 1h11min15s | Silvana Pereira | 13 de julho de 1991     |                                               | Florianópolis, Brasil         | [ 29 ]        |
| Meia-maratona                             | 1h09min31s a | Carmem de Oliveira | 13 de março de 1994     |                                               | Lisboa, Portugal              |               |
| Meia-maratona                             | 1h04min50s | Leone Justino da Silva | 28 de setembro de 2003  |                                               | Buenos Aires, Argentina       |               |
| 25 km (estrada)                           | 1h27min20s | Marcia Narloch | 6 de maio de 1990       |                                               | Berlim, Alemanha              | [ 36 ]        |
| 30 km (estrada)                           | 1h48min03s | Carmem de Oliveira | 21 de novembro de 1993  |                                               | Tóquio, Japão                 | [ 29 ]        |
| Maratona                                  | 2h29min17s | Adriana da Silva | 26 de fevereiro de 2012 | Maratona de Tóquio                            | Tóquio, Japão                 | [ 29 ] [ 37 ] |
| Maratona                                  | 2h27min41s a | Carmem de Oliveira | 18 de abril de 1994     | Maratona de Boston                            | Boston, Estados Unidos        |               |
| 100 km                                    | 7h20min22s # | Maria Venancio | 8 de agosto de 1998     |                                               | Cubatão, Brasil               | [ 29 ]        |
| 100 m com barreiras                       | 12s71 (+1,0 m/s) | Maurren Maggi | 19 de maio de 2001      | Campeonato Sul-Americano de Atletismo         | Manaus, Brasil                | [ 25 ]        |
| 400 m com barreiras                       | 55s15 | Chayenne Pereira | 25 de junho de 2021     | Campeonato Paulista Adulto                    | São Paulo, Brasil             | [ 25 ] [ 38 ] |
| 2000 metros com obstáculos                | 6min34s7 | Sabine Heitling | 26 de setembro de 2004  | Campeonato Sul-Americano Juvenil              | Guayaquil, Equador            | [ 39 ]        |
| 3000 metros com obstáculos                | 9min24s38 | Tatiane Raquel da Silva | 11 de junho de 2023     | British Miler Club International              | Watford, Grã-Bretanha         | [ 25 ] [ 40 ] |
| Salto em altura                           | 1,92 m | Orlane Maria dos Santos | 11 de agosto de 1989    |                                               | Bogotá, Colômbia              | [ 25 ]        |
| Salto em altura                           | 1,92 m | Valdiléia Martins | 2 de agosto de 2024     | Jogos Olímpicos                               | Paris, França                 | [ 25 ] [ 41 ] |
| Salto com vara                            | 4,87 m | Fabiana Murer | 3 de julho de 2016      | Troféu Brasil de Atletismo                    | São Bernardo do Campo, Brasil | [ 25 ] [ 42 ] |
| Salto em distância                        | 7,26 m A (+1,8 m/s) | Maurren Maggi | 26 de junho de 1999     | Campeonato Sul-Americano de Atletismo         | Bogotá, Colômbia              | [ 25 ]        |
| Salto triplo                              | 14,69 m A (+1,3 m/s) | Núbia Soares | 8 de julho de 2018      | Metting de Sotteville-lès-Roue                | Sotteville-lès-Rouen, França  | [ 25 ] [ 43 ] |
| Arremesso de peso                         | 19,30 m | Elisângela Adriano | 14 de julho de 2001     |                                               | Tunja, Colômbia               | [ 25 ]        |
| Lançamento de disco                       | 65,34 m | Andressa de Morais | 26 de junho de 2019     | Jogos Pan-Americanos                          | Leiria, Portugal              | [ 25 ]        |
| Lançamento de martelo                     | 68,35 m | Mariana Marcelino | 23 de junho de 2021     | Meeting Rumo a Tóquio                         | Bragança Paulista, Brasil     | [ 25 ] [ 44 ] |
| Lançamento de dardo                       | 62,89 m A | Jucilene de Lima | 11 de outubro de 2014   | 33° Troféu Brasil de Atletismo                | São Paulo, Brasil             | [ 25 ] [ 45 ] |
| Heptatlo                                  | 6188 pts | Vanessa Chefer | 2–3 de julho de 2016    | Campeonato Brasileiro                         | São Bernardo do Campo, Brasil | [ 25 ] [ 42 ] |
| Heptatlo                                  | \| 100 m com barreiras \| Salto em altura \| Arremesso de peso \| 200 m \| Salto em distância \| Arremesso de dardo \| 800 m \| \| ------------------- \| --------------- \| ----------------- \| ----- \| ------------------ \| ------------------ \| --------- \| \| 14s23 (-1,1 m/s) \| 1,81 m \| 13,07 m \| 24s16 \| 6,15 m (-2,1 m/s) \| 45,83 m \| 2min16s01 \| | |                         |                                               |                               | [ 25 ] [ 42 ] |
| 5 km marcha (pista)                       | 22min27s19 | Cisiane Lopes | 11 de maio de 2011      | Grand Prix Caixa Unifor                       | Fortaleza, Brasil             | [ 46 ]        |
| 5 km marcha (estrada)                     | 22min10s + | Érica Sena | 7 de maio de 2016       | Copa do Mundo de Marcha Atlética              | Roma, Itália                  | [ 47 ]        |
| 10 000 m (pista)                          | 43min41s30 | Érica Sena | 1 de agosto de 2014     | Campeonato Ibero-Americano de Atletismo       | São Paulo, Brasil             | [ 25 ] [ 48 ] |
| 10 km marcha (estrada)                    | 43min03s | Érica Sena | 25 de setembro de 2017  |                                               | Suzhou, China                 | [ 25 ] [ 49 ] |
| 15 km marcha (estrada)                    | 1h05min34s + | Érica Sena | 13 de agosto de 2017    | Campeonato Mundial                            | Londres, Reino Unido          | [ 50 ]        |
| 20 000 m marcha (pista)                   | 1h30min38s3 | Viviane Lyra | 27 de junho de 2024     | Troféu Brasil de Atletismo                    | São Paulo, Brasil             | [ 25 ] [ 51 ] |
| 20 km marcha (estrada)                    | 1h26min59s | Érica Sena | 13 de agosto de 2017    | Campeonato Mundial                            | Londres, Reino Unido          | [ 25 ] [ 52 ] |
| 35 km marcha (estrada)                    | 2h44min40s | Viviane Lyra | 24 de agosto de 2023    | Mundial de Atletismo                          | Budapeste, Hungria            | [ 25 ] [ 53 ] |
| 50 km marcha (estrada)                    | 4h22min46s | Viviane Lyra | 11 de agosto de 2019    | Copa Pan-Americana de Marcha Atlética         | Lima, Peru                    | [ 25 ]        |
| Revezamento 4 x 100 m                     | 42s29 | Brasil · Evelyn dos Santos · Ana Cláudia Lemos · Franciela Krasucki · Rosângela Santos                                                           | 18 de agosto de 2013    | Campeonato Mundial                            | Moscou, Rússia                | [ 25 ] [ 54 ] |
| Revezamento 4 x 400 m                     | 3min26s68 | BM&F Bovespa Geisa Coutinho Bárbara de Oliveira Joelma Sousa Jailma de Lima                                                                      | 7 de agosto de 2011     | Troféu Brasil de Atletismo                    | São Paulo, Brasil             | [ 25 ] [ 55 ] |
| Revezamento 4 x 800 m                     | 9min29s10 | C.R. Flamengo Cristiane Barbosa Cintia Fragoso Lorena F. V. Oliveira Ana Paula C. Pereira                                                        | 21 de dezembro de 2000  |                                               | Rio de Janeiro, Brasil        | [ 25 ]        |
| Revezamento de Maratona (estrada, Ekiden) | 2h32min55s # | Ana de Souza (16s59) Maria Lúcia Vieira (37s01) Célia dos Santos (17s08) Rosângela Faria (37s03) Solange de Souza (17s42) Selma dos Reis (27s02) | 18 de abril de 1998     | Campeonato Mundial de Revezamento de Maratona | Manaus, Brasil                | [ 56 ]        |
| 100 m com barreiras                       | Salto em altura | Arremesso de peso | 200 m                   | Salto em distância                            | Arremesso de dardo            | 800 m         |
| 14s23 (-1,1 m/s)                          | 1,81 m | 13,07 m | 24s16                   | 6,15 m (-2,1 m/s)                             | 45,83 m                       | 2min16s01     |

### Misto
| Evento                | Recorde   | Atleta                                                                          | Data                | Competição      | Local                    | Ref.         |
| --------------------- | --------- | ------------------------------------------------------------------------------- | ------------------- | --------------- | ------------------------ | ------------ |
| Revezamento 4 x 400 m | 3min15s89 | Brasil · Pedro Burmann · Tiffani Marinho · Tabata Vitorino · Anderson Henriques | 30 de julho de 2021 | Jogos Olímpicos | Estádio Olímpico, Tóquio | [ 1 ] [ 57 ] |

## Indoor

### Masculino
| Evento                | Recorde | Atleta                                                                          | Data                    | Competição                                       | Local                        | Ref          |
| --------------------- | --- | ------------------------------------------------------------------------------- | ----------------------- | ------------------------------------------------ | ---------------------------- | ------------ |
| 50 m                  | 5s6 (ht) | José Bento de Assis Junior                                                      | 22 de agosto de 1942    |                                                  | São Paulo, Brasil            | [ 1 ]        |
| 50 m                  | 5s75 + # | Vicente de Lima                                                                 | 10 de fevereiro de 2009 | Meeting Pas de Calais                            | Liévin, França               |              |
| 60 m                  | 6s52 | José Carlos Moreira                                                             | 13 de fevereiro de 2009 |                                                  | Paris, França                | [ 1 ]        |
| 100 m                 | 10s42 | Vicente de Lima                                                                 | 4 de fevereiro de 2006  | Tähtien kisat                                    | Tampere, Finlândia           | [ 58 ]       |
| 200 m                 | 20s65 | Robson Caetano                                                                  | 26 de fevereiro de 1989 |                                                  | Sindelfingen, Alemanha       | [ 1 ]        |
| 300 m                 | 32s19 | Robson Caetano                                                                  | 24 de fevereiro de 1989 | BW-Bank Meeting                                  | Karlsruhe, Alemanha          |              |
| 400 m                 | 45s79 | Matheus Lima                                                                    | 21 de março de 2025     | Campeonato Mundial em Pista Coberta              | Nanjing, China               | [ 1 ] [ 59 ] |
| 800 m                 | 1min45s43 | Zequinha Barbosa                                                                | 8 de março de 1989      |                                                  | Piraeus, Grécia              | [ 1 ]        |
| 1000 m                | 2min16s99 | Joaquim Cruz                                                                    | 12 de fevereiro de 1989 | Sparkassen Cup                                   | Stuttgart, Alemanha          | [ 1 ]        |
| 1500 m                | 3min39s13 | André Thiago do Rosário                                                         | 8 de fevereiro de 2020  | Copernicus Cup                                   | Toruń, Polônia               | [ 1 ] [ 60 ] |
| Milha                 | 3min56s26 | Hudson de Souza                                                                 | 10 de fevereiro de 2001 | Tyson Invitational                               | Fayetteville, Estados Unidos | [ 1 ]        |
| 3000 m                | 7min56s76 | Adauto Domingues                                                                | 4 de março de 1989      | Campeonato Mundial em Pista Coberta              | Budapeste, Hungria           | [ 1 ]        |
| 50 m com barreiras    | 6s57 | Redelen Melo dos Santos                                                         | 28 de janeiro de 2006   |                                                  | Groningen, Holanda           | [ 1 ]        |
| 60 m com barreiras    | 7s58 | Rafael Henrique Campos Pereira                                                  | 4 de fevereiro de 2022  |                                                  | Berlim, Alemanha             | [ 1 ]        |
| 60 m com barreiras    | 7s58 | Rafael Henrique Campos Pereira                                                  | 9 de fevereiro de 2022  |                                                  | Mondeville, França           | [ 1 ]        |
| 60 m com barreiras    | 7s58 | Rafael Henrique Campos Pereira                                                  | 14 de fevereiro de 2022 |                                                  | Val-de-Reuil, França         | [ 1 ]        |
| Salto em altura       | 2,31 m | Thiago Julio Souza Alfano Moura                                                 | 20 de março de 2022     |                                                  | Belgrado, Sérvia             | [ 1 ]        |
| Salto com vara        | 5,95 m | Thiago Braz                                                                     | 20 de março de 2022     |                                                  | Belgrado, Sérvia             | [ 1 ]        |
| Salto em distância    | 8,28 m | Mauro Vinícius da Silva                                                         | 8 de março de 2014      | Campeonato Mundial em Pista Coberta              | Sopot, Polônia               | [ 1 ] [ 61 ] |
| Salto triplo          | 17,56 m | Jadel Gregório                                                                  | 12 de março de 2006     | Campeonato Mundial em Pista Coberta              | Moscou, Rússia               | [ 1 ] [ 62 ] |
| Arremesso de peso     | 21,37 m | Darlan Romani                                                                   | 3 de março de 2018      | Campeonato Mundial em Pista Coberta              | Birmingham, Reino Unido      | [ 63 ]       |
| Heptatlo              | 6010 pts | José Fernando Ferreira                                                          | 22–23 de março de 2025  | Campeonato Mundial de Atletismo em Pista Coberta | Nanjing, China               | [ 1 ] [ 64 ] |
| Heptatlo              | 6,94 (60 m), 7,34 m (Salto em distância), 14,50 m (Arremesso de peso), 1,92 m (Salto em altura) / 7,96 (60 m c/ barreiras), 5,20 m (Salto com vara), 2:50,93 (1000 m) |                                                                                 |                         |                                                  |                              | [ 1 ] [ 64 ] |
| Revezamento 4 x 400 m | 3min10s50 | Brasil · Claudinei Quirino · Osmar dos Santos · Flavio Godoy · Geraldo Maranhão | 8 de março de 1997      | Campeonato Mundial em Pista Coberta              | Paris, França                | [ 1 ]        |

### Feminino
| Evento                | Recorde | Atleta                                                            | Data                    | Competição                              | Local                        | Ref                |
| --------------------- | --- | ----------------------------------------------------------------- | ----------------------- | --------------------------------------- | ---------------------------- | ------------------ |
| 60 m                  | 7s14 | Vitória Rosa                                                      | 18 de março de 2022     | Mundial de Belgrado                     | Belgrado, Sérvia             | [ 1 ] [ 65 ]       |
| 200 m                 | 23s71 | Magnólia Figueiredo                                               | 4 de março de 1989      | Campeonato Mundial em Pista Coberta     | Budapeste, Hungria           | [ 1 ]              |
| 400 m                 | 52s54 | Letícia de Souza                                                  | 10 de fevereiro de 2017 | Tyson Invitational                      | Fayetteville, Estados Unidos | [ 1 ] [ 1 ] [ 66 ] |
| 800 m                 | 2min00s98 | Fabiane dos Santos                                                | 15 de fevereiro de 2001 | GE Galan                                | Estocolmo, Suécia            | [ 1 ]              |
| 3000 m                | 12min03s90 | Dolores Alves De Morini                                           | 17 de janeiro de 2015   |                                         | Valência, Espanha            | [ 67 ]             |
| 50 m com barreiras    | 7s3 | Themis Zambrzycki                                                 | 17 de fevereiro de 1979 |                                         | Logan, Estados Unidos        | [ 1 ]              |
| 60 m com barreiras    | 8s08 | Maíla Machado                                                     | 11 de março de 2006     | Campeonato Mundial em Pista Coberta     | Moscou, Rússia               | [ 1 ] [ 68 ]       |
| 60 m com barreiras    | 8s08 | Fabiana dos Santos Moraes                                         | 13 de janeiro de 2016   |                                         | São Caetano do Sul, Brasil   | [ 1 ]              |
| Salto em altura       | 1,90 m | Orlane Maria dos Santos                                           | 14 de fevereiro de 1992 |                                         | Wuppertal, Alemanha          | [ 1 ]              |
| Salto com vara        | 4,83 m | Fabiana Murer                                                     | 7 de fevereiro de 2015  | Perche Elite Tour                       | Nevers, França               | [ 1 ] [ 69 ]       |
| Salto em distância    | 6,89 m | Maurren Maggi                                                     | 9 de março de 2008      | Campeonato Mundial em Pista Coberta     | Valência, Espanha            | [ 1 ] [ 70 ]       |
| Salto triplo          | 14,17 m A | Regiclecia da Silva                                               | 23 de fevereiro de 2025 | Campeonato Sul-Americano Indoor         | Cochabamba, Bolívia          | [ 1 ] [ 71 ]       |
| Arremesso de peso     | 18,31 m | Elisângela Adriano                                                | 8 de março de 1997      | Campeonato Mundial Pista Coberta        | Paris, França                | [ 1 ]              |
| Pentatlo              | 4292 pts | Vanessa Chefer                                                    | 14 de fevereiro de 2016 | European Permit Combined Events Meeting | Tallinn, Estônia             | [ 1 ]              |
| Pentatlo              | 8s81 (60 m c/ barreiras), 1,75 m (Salto em altura), 13,62 m (Arremesso de peso), 5,87 m (Salto em distância), 2min18s25 (800 m) |                                                                   |                         |                                         |                              | [ 1 ]              |
| Revezamento 4 x 400 m | 3min33s78 # | Atletismo BM & F Coelho Neto Almirao P. dos Santos L. de Oliveira | 24 de setembro de 2006  |                                         | São Paulo, Brasil            |                    |

- + = En route para uma distância maior
- A = Afetado pela altitude
- # = Não ratificado oficialmente pela World Athletics
- a = De acordo com a regra da IAAF nº 260,28
- OT = Pista de grandes dimensões